# 브루스 에임스

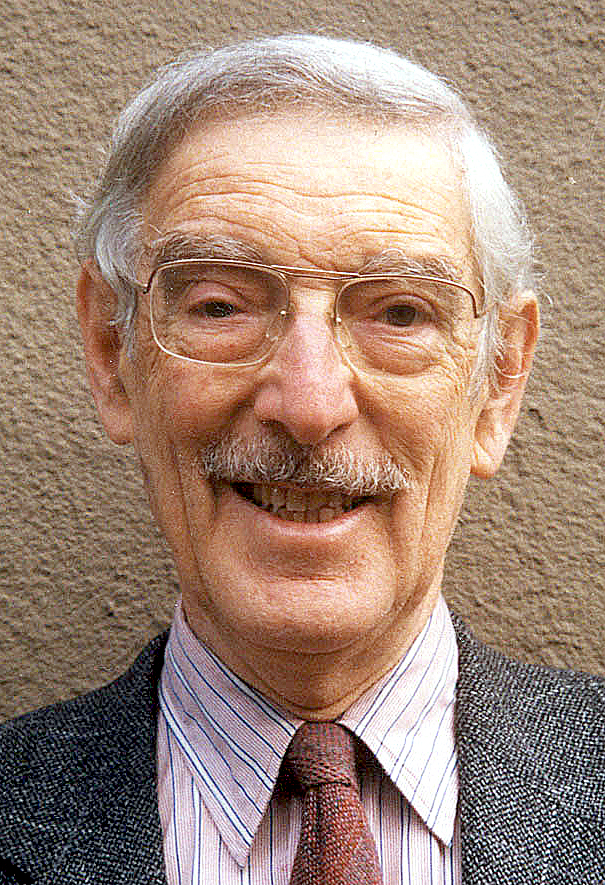
2009년 모습

브루스 에임스(Bruce Ames, 본명: 브루스 네이선 에임스, Bruce Nathan Ames, 1928년 12월 16일 ~ 2024년 10월 5일)는 미국의 생화학자로서 캘리포니아 대학교 버클리에서 생화학 및 분자생물학 명예교수이자 아동병원 오클랜드 연구소(CHORI)의 수석 과학자였다. 에임스는 돌연변이 유발 및 DNA 복구 메커니즘을 이해하는 데 기여했다. 화합물의 돌연변이 유발성을 쉽고 저렴하게 평가하기 위해 널리 사용되는 분석법인 에임스 시험을 발명했다. 이 테스트는 독성학 분야에 혁명을 일으켰으며 수많은 환경 및 산업 발암 물질을 식별하는 데 중요한 역할을 했다.